# Kristin Proctor
Kristin Proctor (Los Angeles, 16 aprile 1978) è un'attrice statunitense.

## Biografia
È la figlia dell'attore Phil Proctor e della produttrice televisiva Barbro Semmingsen. Anche se è nata negli Stati Uniti, è cresciuta in Norvegia e ha fatto il suo debutto all'età di otto anni, in una televisione norvegese.
Proctor si è laureata all'Università di Harvard, dove ha recitato Nina nel Il gabbiano di Anton Chekhov. Ha continuato ad apparire al fianco di Debra Winger in una produzione americana Repertory Theatre di Ivanov. Si è esibita inoltre sui palcoscenici di Dublino, Oslo, Londra, New York, Boston e Los Angeles.
Il primo ruolo cinematografico di Proctor è stato nel The men in my life con Drew Barrymore. È in seguito apparsa in show televisivi come CSI: NY, Numb3rs, NCIS, All My Children e ha interpretato il personaggio Aimee nella serie della HBO The Wire.

## Filmografia

### Cinema
- I ragazzi della mia vita (Riding in Cars with Boys), regia di Penny Marshall (2001)
- Gunfight at La Mesa, regia di Chris Fickley (2010)

### Televisione
- The Wire - Serie TV, 6 episodi (2003)
- Entourage - Serie TV, 2 episodi (2004-2007)
- NCIS - Unità anticrimine - Serie TV, episodio 2x17 (2005)
- Numb3rs - Serie TV, episodio 2x09 (2005)
- CSI: New York - Serie TV, episodio 2x12 (2006)
- Febbre D'Amore (2006)
- Cold Case - Delitti irrisolti - Serie TV, episodio 5x10 (2007)
- Medium - Serie TV, episodio 4x12 (2008)

## Doppiatrici italiane
Nelle versioni in italiano delle opere in cui ha recitato, Kristin Proctor è stata doppiata da:
- Elena Morara in CSI: NY